# Giskeätten
Giskeätten (idioma noruego: Giskeætten) fue una dinastía muy influyente, un clan nórdico en Rogaland y Sunnmøre, Noruega durante la Era vikinga (siglos IX y X). La dinastía fue fundada por Horda-Kåre con cuatro de sus hijos:
- Torleiv Spake.
- Ogmund aslak Kåreson, padre de Torolv skjalg Ogmundson y abuelo de Erling Skjalgsson.
- Þórður hreða Kåreson, padre de Klypp Thordsson
- Olmod, padre de Askjel y abuelo de Aslak Fitjaskalle.

Ogmund Jaeren casó con una hija de Gyrd Haraldsson. Gyrd era el hijo del rey Harald Granraude de Agder. Según las sagas, con este matrimonio la familia de Horda-Kåre se convertiría en la más poderosa de Rogaland.
Tora Mosterstong, concubina de Harald I de Noruega y madre de Haakon el Bueno, pertenecía a Giskeätten.
La dinastía se extinguió en 1265 con el hijo de Nikolas Petersson; su hija Margarita, casó con Bjarne Erlingsson (1313 – 1354), y a partir de esa unión todos los bienes y herencia pasaron al clan  Bjarkøyætta.